# Irish Cup 2011-2012
La Irish Cup 2011-2012 (detta anche JJB Sports Irish Cup per motivi di sponsorizzazione) è stata la 132ª edizione del torneo. La competizione è iniziata il 17 settembre 2011 ed è terminata il 5 maggio 2012. Il Linfield ha vinto il trofeo per la 42ª volta, battendo in finale i Crusaders. Questi ultimi sono stati ammessi al primo turno di qualificazione della UEFA Europa League 2012-2013, dato che il Linfield ha vinto anche la IFA Premiership 2011-2012.

## Terzo turno
| Squadra 1                | Risultato         | Squadra 2           |
| ------------------------ | ----------------- | ------------------- |
| Ards Rangers             | 3 – 1             | Albert Foundry      |
| Derriaghy Cricket Club   | 1 – 0             | Ballynahinch United |
| Dunmurry Recreation      | 4 – 0             | 1st Bangor Old Boys |
| Immaculata               | 2 – 0             | Crumlin Star        |
| Larne Technical Old Boys | 2 – 0             | Downpatrick         |
| Mountjoy Utd             | 0 – 3             | Banbridge Rangers   |
| Newbuildings Utd         | 6 – 1             | Dromara Village     |
| Newington Youth          | 4 – 3             | Sirocco Works       |
| Rathfriland Rangers      | 1 – 1 (4 – 3 dtr) | Islandmagee         |
| Wellington Recreation    | 1 – 2             | Iveagh United       |

## Quarto turno
Le partite si sono giocate tra il 10 dicembre 2011 e il 7 gennaio 2012.
| Squadra 1                | Risultato        | Squadra 2               |
| ------------------------ | ---------------- | ----------------------- |
| Ards Rangers             | 2 – 2 (3 – 5dtr) | Dunmurry Recreation     |
| Coagh United             | 1 – 0            | Banbridge Rangers       |
| Banbridge Town           | 4 – 1            | Immaculata              |
| Dundela                  | 2 – 0            | Wakehurst               |
| Glebe Rangers            | 0 – 3            | Newington Youth         |
| Institute                | 2 – 0            | Limavady Utd            |
| Iveagh United            | 1 – 4            | Ballymoney Utd          |
| Loughgall                | 5 – 0            | Chimney Corner          |
| Lurgan Celtic            | 1 – 2            | Ballyclare Comrades     |
| Portstewart              | 0 – 3            | Bangor                  |
| PSNI                     | 0 – 3            | Larne                   |
| Warrenpoint Town         | 1 – 0            | Harland & Wolff Welders |
| Tobermore United         | 1 – 3            | Ballinamallard Utd      |
| Killymoon Rangers        | 3 – 1            | Moyola Park             |
| Armagh City              | 0 – 3            | Newbuildings Utd        |
| Queen's University       | 0 – 2            | Derriaghy Cricket Club  |
| Ards                     | 3 – 0            | Annagh Utd              |
| Dergview                 | 5 – 1            | Knockbreda              |
| Larne Technical Old Boys | 6 – 1            | Rathfriland Rangers     |
| Sport & Leisure Swifts   | 1 – 6            | Newry City              |

## Quinto turno
Le partite si sono giocate il 14 gennaio 2011, i replay il 24 gennaio.
| Squadra 1          | Risultato   | Squadra 2                |
| ------------------ | ----------- | ------------------------ |
| Banbridge Town     | 0 – 1       | Newry City               |
| Bangor             | 2 – 4       | Ballymoney Utd           |
| Cliftonville       | 2 – 0       | Ards                     |
| Coagh United       | 2 – 2 2 – 1 | Loughgall                |
| Coleraine          | 3 – 2       | Larne Technical Old Boys |
| Crusaders          | 3 – 0       | Warrenpoint Town         |
| Dergview           | 0 – 1       | Derriaghy Cricket Club   |
| Dundela            | 0 – 3       | Ballinamallard Utd       |
| Dungannon Swifts   | 3 – 1       | Larne                    |
| Glenavon           | 2 – 1       | Portadown                |
| Glentoran          | 0 – 1       | Newington Youth          |
| Institute          | 1 – 1 0 – 1 | Donegal Celtic           |
| Killymoon Rangers  | 1 – 3       | Carrick Rangers          |
| Linfield           | 7 – 1       | Ballyclare Comrades      |
| Lisburn Distillery | 1 – 2       | Ballymena Utd            |
| Newbuildings Utd   | 4 – 1       | Dunmurry Recreation      |

## Ottavi di finale
Le partite si sono giocate il 10 e l'11 febbraio 2012, il replay si è giocato il 20 febbraio.
| Squadra 1        | Risultato   | Squadra 2              |
| ---------------- | ----------- | ---------------------- |
| Ballymena Utd    | 3 – 1       | Derriaghy Cricket Club |
| Ballymoney Utd   | 1 – 6       | Newry City             |
| Coleraine        | 3 – 0       | Ballinamallard Utd     |
| Dungannon Swifts | 3 – 0       | Newington Youth        |
| Glenavon         | 0 – 4       | Crusaders              |
| Linfield         | 5 – 1       | Carrick Rangers        |
| Donegal Celtic   | 1 – 0       | Cliftonville           |
| Coagh United     | 1 – 1 4 – 1 | Newbuildings Utd       |

## Quarti di finale
Le partite si sono giocate il 3 marzo 2012.
| Squadra 1      | Risultato   | Squadra 2        |
| -------------- | ----------- | ---------------- |
| Coleraine      | 0 – 2       | Crusaders        |
| Newry City     | 1 – 2       | Ballymena Utd    |
| Donegal Celtic | 1 – 1 0 – 1 | Dungannon Swifts |
| Linfield       | 4 – 0       | Coagh United     |

- Il Ballymena United è stato escluso dalla competizione per aver schierato un giocatore ineleggibile nei quarti di finale. Al suo posto il Newry City è stato ammesso alle semifinali[1].

## Semifinali
Le partite si sono giocate il 31 marzo e il 14 aprile 2012.
| Squadra 1        | Risultato | Squadra 2 |
| ---------------- | --------- | --------- |
| Dungannon Swifts | 0 – 1     | Crusaders |
| Newry City       | 0 – 7     | Linfield  |

## Finale
| Arbitro: | Raymond Crangle |

|            |           |                                             |
| Coates 56’ | Marcatori | 28’, 41’ McAllister 60’ Carvill 83’ Mulgrew |